# Nāḩiyat aş Şiddīq al Akbar
Nāḩiyat aş Şiddīq al Akbar (arabiska: ناحية الصديق الاكبر) är ett underdistrikt i Irak.   Det ligger i provinsen Bagdad, i den centrala delen av landet. Huvudstaden Bagdad ligger i Nāḩiyat aş Şiddīq al Akbar.